# 신대서양 헌장

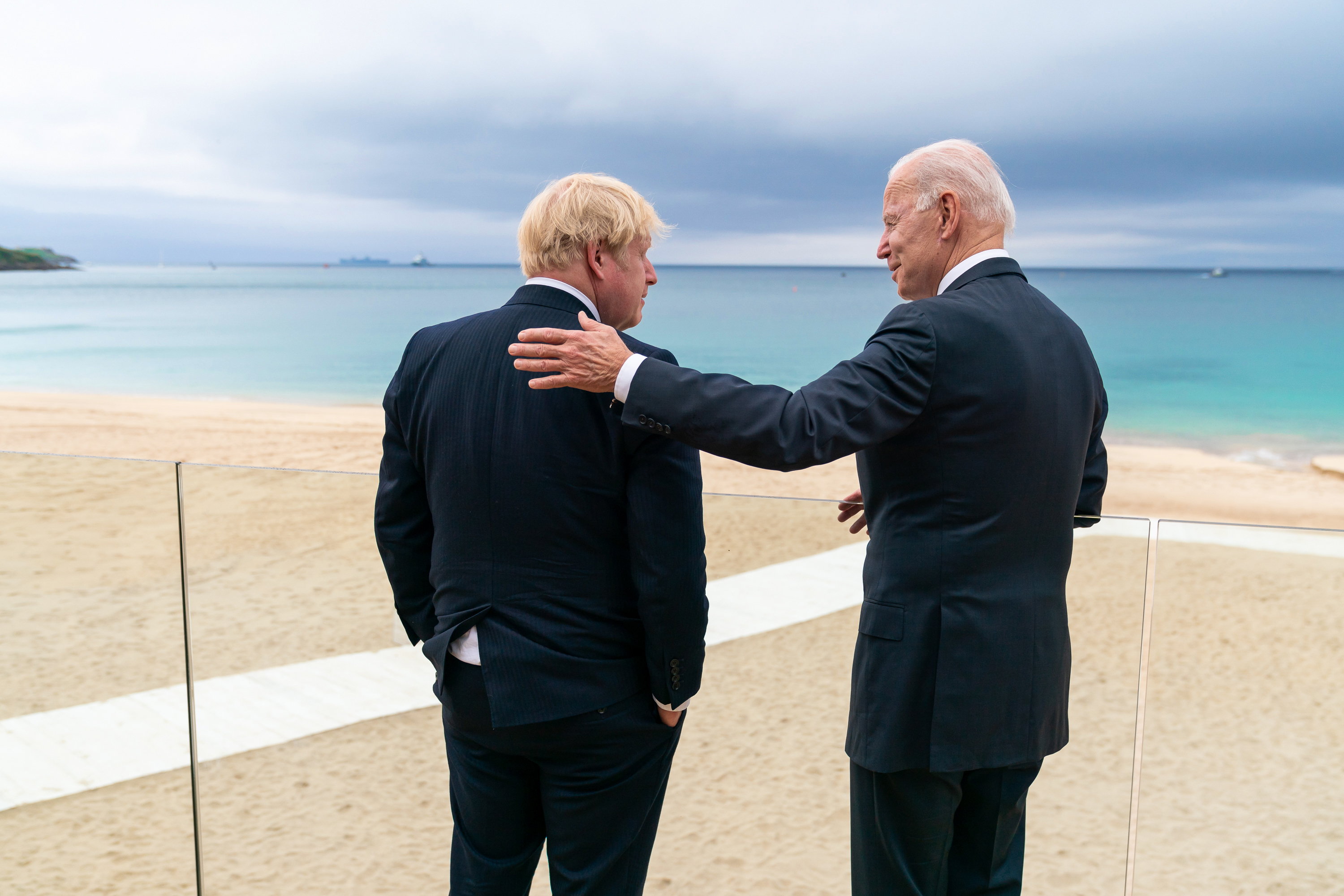

신대서양 헌장(New Atlantic Charter)은 2021년 6월 10일 보리스 존슨 영국 총리와 조 바이든 미국 대통령이 서명한 협정이다. 이 협정은 잉글랜드 콘월주에서 열린 제47회 G7 정상회의에서 존슨과 바이든의 첫 대면 회담에서 서명되었다.
이 협정은 1941년 영국 총리 윈스턴 처칠과 미국 대통령 프랭클린 D. 루스벨트가 선언한 대서양 헌장의 새로운 버전이다. 협정이 선언된 회의는 서방 동맹을 재정의하는 데 사용됐다.

## 목표
8가지 목표를 제시한다.
- 민주주의와 열린사회의 원칙과 제도를 수호한다.
- 국제 협력을 유지하는 제도, 법률 및 규범을 강화하고 조정한다.
- 주권, 영토 보전, 분쟁의 평화적 해결 원칙을 바탕으로 단결된 상태를 유지한다.
- 국가의 과학기술 혁신적 우위를 활용하고 보호한다.
- 사이버 위협을 포함하여 집단 안보와 국제 안정을 유지하는 공동 책임을 확인한다. NATO를 방어하기 위한 국가의 핵 억지력을 선언한다.
- 포용적이고 공정하며 기후 친화적이고 지속 가능하며 규칙 기반 경제를 지속적으로 구축한다.
- 모든 국제적 조치에서 기후변화를 우선시한다.
- 의료 시스템을 강화하고 건강 보호를 발전시키기 위해 지속적으로 협력하기로 약속한다.

## 같이 보기
- 오커스